# Дива XXI століття
«Дива XXI століття» (італ. Le meraviglie del duemila, також — італ. Le meraviglie del 2000) — науково-фантастичний роман, написаний італійським письменником Еміліо Сальґарі та виданий у 1907 році. Прозовий твір відносять до жанру наукового роману та вважають прикладом італійської протонаукової фантастики. У центрі сюжету — подорож у майбутнє.

## Історія публікації
Роман, що вийшов 1907 року у видавництві Bemporad і підписаний з договірних причин псевдонімом Ґвідо Альтьєрі, уявного племінника автора, пізніше був розширений і перевиданий за підписом Сальґарі у видавництві Donath.
У 1909 році під впливом футуризму, культурного руху, що вибухнув у той час в Італії, роман був запропонований композитору Джакомо Пуччіні для мелодраматичної транспозиції; цей проєкт, однак, так і не побачив світ.

## Сюжет
Двом чоловікам, завдяки відкриттю активної речовини дивної екзотичної рослини, яка призупиняє життєві функції, вдається здійснити подорож у часі на добру сотню років, перемістившись з 1903-го у 2003-й.
Вони опиняються в глибоко зміненому суспільстві й таким чином знайомляться зі світом, населеним летючими машинами, підземними та швидкісними поїздами, підводними містами та багатьма іншими технологічними дивами.